# Rokokohaus Schloßstraße 10
Das Rokokohaus Schloßstraße 10 in Schwerin, Stadtteil Altstadt, Schloßstraße 10, ist als Fassade ein Baudenkmal in Schwerin. Heute ist hier u. a. die Polizeistation Mitte als zentrale Innenstadtwache der Polizeiinspektion Schwerin.

## Geschichte

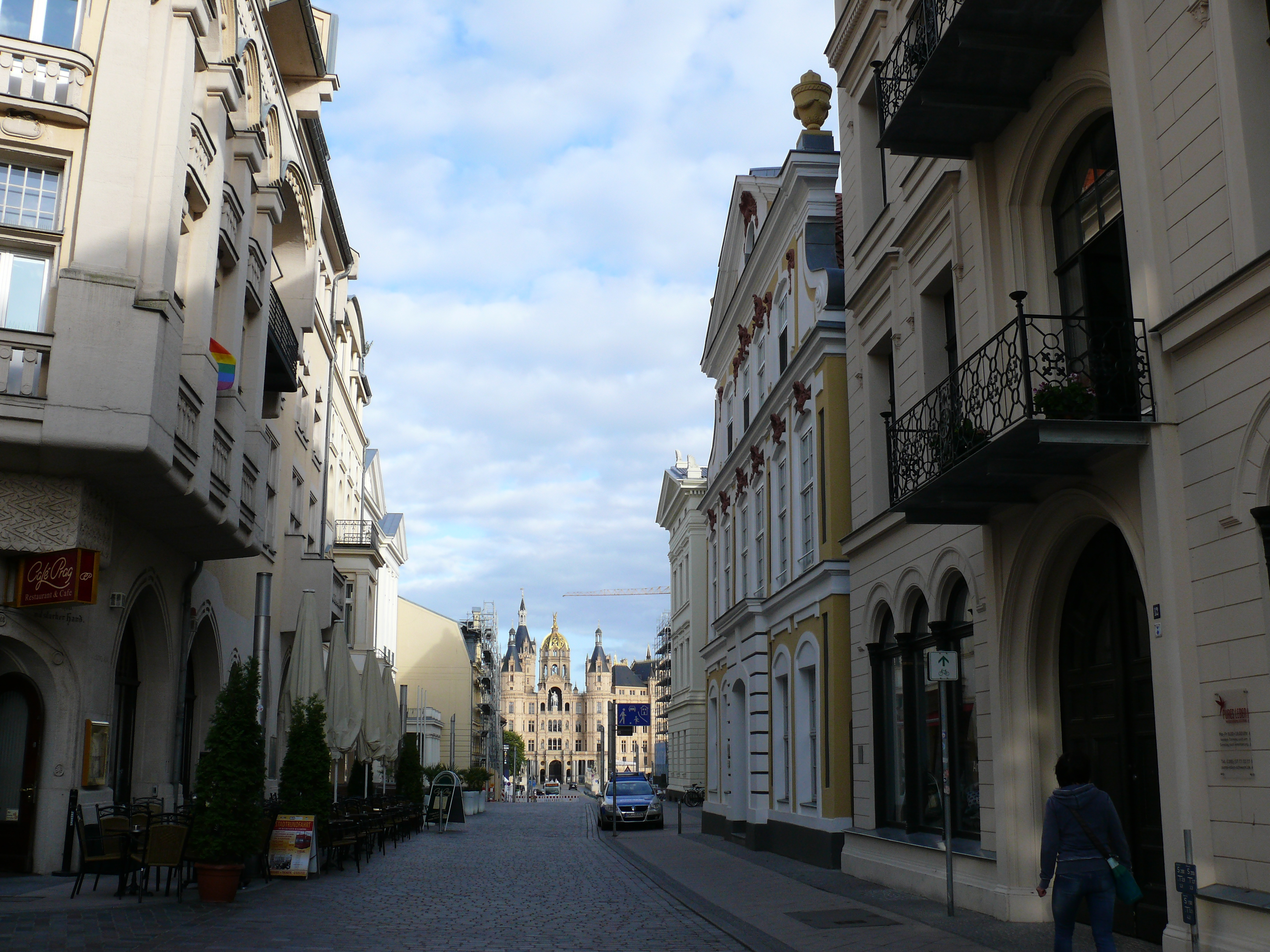
Schloßstraße: Zweites Haus von rechts die Nr. 10, hinten das Schloss

Das dreigeschossige sogenannte Rokokohaus von 1765 mit seinem Volutengiebel wurde als Fachwerkhaus vermutlich nach Plänen von Hofbaumeister Johann Joachim Busch gebaut. Von ihm stammen auch die Stadtkirche Ludwigslust (1770) und das Schloss Ludwigslust (1776).
1975/77 musste das Haus komplett abgetragen werden. Es erfolgte als Rekonstruktion der Neubau des Bauwerks bei Erhalt der reichverzierten barockisierenden Giebelfassade mit einer mehrfarbigen Ornamentik.
Im zuletzt um 2006/13 sanierten Gebäude befanden sich von 1979 bis 2002 und seit 2014 im Erdgeschoss die Polizeistation Mitte sowie Wohnungen, Pension und Büros.